# Hrísey
Hrísey è una piccola isola a nord della costa settentrionale dell'Islanda, situata a circa 35 km a nord di Akureyri, nell'Eyjafjörður.
Dal 2004 fa parte del comune di Akureyri, nel 2009 si è unita al comune anche l'isola di Grímsey.

## Geografia
La superficie totale di Hrísey è di 7,67km². L'isola misura circa 7,5 km di lunghezza per 2,5 km di larghezza nel suo punto di massima ampiezza, a sud. È la seconda isola costiera islandese per grandezza (preceduta da Heimaey, nel Vestmannaeyjar). Ha una popolazione di circa 200 abitanti, e non è mai rimasta disabitata da quando l'Islanda è stata colonizzata.
L'isola è raggiungibile tramite traghetto partendo da Árskógssandi. Il viaggio dura circa 15 minuti.

## Storia
In passato l'isola fu usata come base per l'industria della pesca, prima dai Norvegesi, ed in seguito dagli Svedesi e dagli Islandesi, e dal tardo XIX secolo è divenuta sede di un centro di salatura del pesce. L'eccessiva pesca nelle acque islandesi ha condotto ad un brusco declino dell'industria della pesca negli anni sessanta, e l'ultimo stabilimento di congelamento del pesce su Hrísey, di proprietà dell'Eyjafjörður Co-operative Society, è stato chiuso nel 1999.

## Monumenti e luoghi di interesse
Nella casa più antica dell'isola è allestita una mostra permanente dedicata alla storia dell'isole e della pesca degli squali. Nel villaggio si trova anche la ricostruzione di un'antica abitazione rurale. Sull'isola vi sono numerosi tracciati escursionistici.

## Ambiente

### Flora
La riduzione del numero di pascoli nel 1974 ha permesso la ricrescita della vegetazione spontanea costituita principalmente da arbusti di specie artiche come Salix lanata, Salix phylicifolia, Betula nana. Dal nome in islandese di quest'ultima, hrís deriva il nome dell'isola.

### Fauna
L'assenza di predatori naturali ha reso l'isola un santuario ideale per gli uccelli, conferendo a Hrísey un'ottima reputazione come luogo per appassionati e studiosi di ornitologia. La parte settentrionale di Hrísey, Ystabæjarland, è una riserva privata, e l'uccisione di qualsiasi uccello è proibita sul resto dell'isola. Tra le quaranta specie di uccelli nidificanti sull'isola la più diffusa è la pernica bianca (Lagopus muta), un tempo l'isola è stata la principale sede di nidificazione della sterna artica (Sterna paradisaea).